# Der Hogan-Clan
Der Hogan-Clan ist eine US-amerikanische Sitcom, die zwischen 1986 und 1991 in den USA produziert wurde. Die ursprünglich Valerie betitelte Serie handelt von Valerie Hogan, die ihre Karriere als Einkäuferin für ein Auktionshaus zu vereinbaren versucht mit der Erziehung ihrer drei heranwachsenden Söhne, während ihr Ehemann als Pilot für eine Fluggesellschaft weitgehend abwesend ist. Nach der zweiten Saison wurde Hauptdarstellerin Valerie Harper entlassen und ihre Figur starb zu Beginn der dritten Staffel. Sie wurde ersetzt durch Sandy Duncan als Valeries Schwägerin und Tante der Jungs. Die Serie wurde umbenannt in Valerie's Family: The Hogans, danach in The Hogan Family.

## Figuren

### Hauptfiguren
Valerie Hogan
Valerie Hogan lebt mit ihrer Familie in einem Vorort von Chicago. Sie versucht praktisch alleine ihre drei Söhne David sowie die Zwillinge Mark und Willie großzuziehen und dies auch noch mit einer Teilzeitarbeit in einem Auktionshaus zu verbinden. Ehemann Michael Hogan ist aufgrund seiner beruflichen Tätigkeit als Pilot nur selten zuhause. So kommt es innerhalb der Familie immer wieder zu Aufruhr.
Nach der zweiten Staffel scheidet die Rolle aus der Serie aus. Es wird gesagt, Valerie Hogan sei bei einem Autounfall gestorben.
Sandy Hogan
Sandy Hogan ist die Schwester von Michael und zieht nach Valeries Tod zu den Hogans, um die Mutterrolle auszufüllen. Zu den Jungs hat sie aber eher eine freundschaftliche Beziehung, auch wenn sie trotzdem als Autoritätsperson betrachtet wird. Sie arbeitet als Lehrerin, später als stellvertretende Direktorin an Davids Schule.
David Hogan
Der älteste Sohn David Hogan spielt gerne Eishockey und unternimmt auch sonst viel mit seinen Freunden Burt und Rich. Ansonsten ist sein Leben von üblichen Themen eines Jungen seines Alters geprägt: David hat Liebeskummer, sucht einen Job um sich einen CD-Player kaufen zu können oder bittet seine Eltern um Geld für sein erstes eigenes Auto.
Mark Hogan
Die beiden Zwillinge haben ihre eigenen Probleme. Mark ist der intelligenteste der drei Brüder, fühlt sich aber dennoch nicht immer wohl. Er wird besonders vom älteren Bruder David oft aufgezogen, da er sehr berechenbar ist. Außerdem ist Mark neidisch auf die beiden Eishockey-Cracks David und Vater Michael, während er selbst eher ein schmächtiger und unsportlicher Typ ist.
Willie Hogan
Willie hat besonders in der Schule große Probleme. Er hat das Gefühl, dem Leistungsdruck nicht standhalten zu können, da er immer mit seinem hochbegabten Bruder Mark verglichen wird. Des Weiteren ist Willie sehr aufmüpfig, wissbegierig und zudem tollpatschig, was ihm schon so manchen Ärger mit seinen Brüdern eingebracht hat.
Burt Weems
Burt Weems ist der beste Freund von David. Er ist ein etwas exzentrischer junger Mann. Er trägt eine dicke Brille, hochgezogene Hosen und stets einen Strickpullunder. In einer Folge verliebt er sich in Sandy, mit der er sich bis zum Schluss sehr gut versteht.
Rich
Rich ist ebenfalls ein Freund von David. Unter anderem sind die beiden zusammen mit Burt bei einem Ausflug nach Las Vegas im Gefängnis gelandet, da sie mit gefälschten Ausweisen Glücksspiele betrieben haben. In der letzten Staffel stirbt Rich an AIDS. In dieser Folge hält David eine Rede anlässlich eines Schulprojekts, die die Schüler an Sandys, Marks und Willies Schule und somit auch die Zuschauer vor dem Fernseher zum Schutz vor AIDS anhalten sollte.
Barbara Goodwin
Barbara Goodwin war in der ersten Staffel die Nachbarin der Hogans. Bei den Jungs – insbesondere bei David – war sie nicht sonderlich beliebt.

### Nebenfiguren
Michael Hogan
Vater Michael Hogan kommt in den ersten Staffeln nur verhältnismäßig selten vor. Er ist Pilot von Beruf und ist deshalb oft abwesend. In den späteren Staffeln wird er etwas stärker in die Geschichten integriert.
Patricia Poole
Mrs. Poole ist die immer freundliche, aber auch etwas aufgedrehte und aufdringliche Nachbarin der Hogans. Ihr Vorname ist Patricia, sie wird allerdings stets Mrs. Poole genannt. Sie lebt mit ihrem Ehemann Peter Poole zusammen, der in der Serie nur einige Male zu sehen war. Sie ist glücklich mit ihrem Mann, in einer Folge jedoch hat sie eine Beinahe-Affäre mit einem Lehrerkollegen von Sandy. Diese bricht sie aber ab, da sie ihren Mann nicht betrügen möchte.
Cara
Cara ist in den letzten beiden Staffeln die Freundin von Mark, obwohl sie sich ursprünglich in Willie verliebt hatte. Willie allerdings, so stellte sich heraus, war nicht unbedingt ihr Typ. Mit dem intelligenten Mark verband sie wesentlich mehr. Cara und Mark sind ein sehr romantisches Paar, wofür Willie und Brenda zumeist nur Spott übrighaben.
Brenda
Brenda ist ebenfalls in den letzten beiden Staffeln die Freundin von Willie. Sie ist recht ungehobelt und nimmt kein Blatt vor dem Mund.
Lloyd Hogan
Lloyd Hogan ist der Vater von Michael und Sandy Hogan. Er zieht nach der Trennung von seiner Frau ins Haus der Hogans. Zu seinem Sohn hat er dennoch kein unkompliziertes Verhältnis. Zum Beispiel stößt es Michael sauer auf, als Lloyd den Zwillingen ein Motorrad schenkt, ohne zuvor mit Michael darüber gesprochen zu haben.
Annie Steck
Annie Steck war in der zweiten Staffel eine Nachbarin der Hogans. Sie hatte ein sehr gutes Verhältnis zu Valerie, die mit ihr über alles sprechen konnte. Annie hat eine 13-jährige Tochter namens Rebecca, die in einer Folge mit Willie aneinandergeriet, da der neugierige pubertierende Hogan-Sohn sie bei einer Pyjama-Party durchs Fenster beobachtete und sie dabei ohne Kleidung sah.
Skip Franklin
Skip Franklin ist ein alter Flugkamerad Michaels. Unter ihm hat Michael das Fliegen gelernt. In den ersten drei Staffeln tauchte Skip in je einer Folge auf. Sowohl bei Valerie als auch bei Sandy war er aufgrund seines Machogehabes nicht sehr beliebt. Die Jungs wiederum waren stets begeistert von den Sprüchen und der rebellischen Art des alten Fliegerhelden. Michael hat ihm viel zu verdanken, nahm ihn deshalb stets vor Angriffen seiner Ehefrau und seiner Schwester in Schutz.
Richard
Richard ist der geschiedene Ehemann von Sandy. Er ist ein ziemlich selbstverliebter und unbeliebter Mensch. Sowohl Sandys Eltern als auch Michael können ihn nicht ausstehen. Als Richard ein zweites Mal heiratet, reagiert Sandy ziemlich wütend, was den Rest der Familie ahnen lässt, dass sie doch noch etwas für ihn empfindet. Das wahre Ärgernis für sie war, dass er früher als sie erneut heiratete.

## Gaststars
- Elizabeth Berkley (2 Folgen; 6. Staffel)
- Kathleen Freeman (2 Folgen; 3. und 5. Staffel)
- William Hootkins (3 Folgen; 5. Staffel)
- Chazz Palminteri
- CCH Pounder
- Lisa Rinna
- Kristy Swanson
- Jodie Sweetin
- Tiffani-Amber Thiessen
- Lisa Wilcox

## Sonstiges
Im Original hatte die Serie im Laufe der Jahre verschiedene Namen. In den ersten beiden Staffeln (1985–1987) hatte sie den Namen Valerie. Nach dem Serientod der Hauptfigur Valerie Harper, bekannt als Rhoda Morgenstern aus den Sitcoms Mary Tyler Moore und Rhoda, wurde die Serie umbenannt in Valerie’s Family (1987–1988), ehe sie für die letzten drei Staffeln den Titel The Hogan-Family erhielt.
Das Titellied Together through the years wurde von Roberta Flack gesungen.